# Giovanni Pezzoli
Giovanni Pezzoli (Bologna, 14 maggio 1952 – Bologna, 29 dicembre 2022) è stato un batterista italiano.
È noto per essere stato il batterista ed il cofondatore degli Stadio insieme a Gaetano Curreri, Marco Nanni, Ricky Portera e Fabio Liberatori.

## Biografia

### Anni sessanta
Già nel 1962, appena ragazzino, guardando le prime edizioni del Festival di Sanremo, prova a seguire il ritmo delle canzoni trasmesse; costruisce una rudimentale batteria ricavata da fustini mezzi vuoti di detersivo, suonata con ferri da calza ed un pedale costruito con parti del Meccano e una molla di bigodino per capelli.
Inizia a suonare la batteria a 13 anni su brani di Cream, Vanilla Fudge, Deep Purple, Led Zeppelin e Dik Dik.

### Anni settanta
All'età di 18 anni, nel 1970, per la festa di carnevale, suona al palasport di Bologna con il suo gruppo Gli Indecisi (ex Horum Sensis, formazione: Giovanni Pezzoli batteria e percussioni, Anders Turicchia e Guido Zucchini chitarre, Pierugo Patini basso e voce solista, Guido Petrini tastiere): la guest star dell'occasione era Lucio Dalla. Qualche giorno dopo gli telefonò proprio Dalla che gli propose un ingaggio per alcune serate a San Martino di Castrozza, in sostituzione del suo abituale batterista che si era ammalato.
Da questo momento inizia con Dalla una lunga collaborazione che lo porterà a suonare in quasi tutti i suoi album, fino al 1992.
Nel 1976, grazie alla lunga pausa delle continue tournée di Lucio Dalla, inizia a suonare nella band Junior Magli.
Nel 1977, negli studi Fonoprint di Bologna, conosce Gaetano Curreri che, insieme al suo amico Vasco Rossi ed al gruppo Le Cinque Lire, stava facendo un disco; in questa occasione risuona le batterie precedentemente registrate nel primo album di Vasco "Ma cosa vuoi che sia una canzone"
Nello stesso anno torna nel gruppo di Dalla, composto anche da Portera e Nanni, per preparare il tour Banana Republic; vista la mancanza di un tastierista propone il nome del suo amico Curreri che entra nella band di Dalla insieme a Fabio Liberatori.
È proprio in questa fase, verso la fine degli anni settanta, che insieme a Gaetano Curreri pensa al progetto di fondare un gruppo: con l'aiuto anche di Dalla e Ron, da lì a poco, nasceranno gli Stadio.

### Anni ottanta
Nella primavera del 1981 vengono ufficialmente fondati gli Stadio: nell'arco della sua carriera musicale ne farà parte come batterista; lui e Curreri ne saranno gli unici due membri che non si allontaneranno mai dal gruppo.
Nel 1984, a poche settimane dalla prima partecipazione al Festival di Sanremo, per un grave infortunio deve assentarsi dalle attività del gruppo: alla batteria lo sostituisce Massimo Cappa, un giovane batterista emiliano che partecipa al suo posto al Festival, alle uscite televisive e ai concerti fino al suo rientro.

### Morte
Il 25 marzo 2016 fu colpito da un malore. Nel novembre 2022 la sua salute declina, costringendolo a un ricovero in ospedale; la sera del 29 dicembre 2022 gli Stadio ne annunciano la scomparsa per COVID-19.

## Strumentazione
La sua prima vera batteria, in età adolescenziale, è stata una Trixon Cortina Combi blu
La sua strumentazione in tour era la seguente:
- Mapex Orion-Special Edition (costruita appositamente per lui)[5]
- bacchette Vic Firth AS5B
- piatti Paiste Signature
- pedali DW e Mapex Falcon

## Discografia

### Con Lucio Dalla
- 1976 - Automobili
- 1977 - Come è profondo il mare
- 1979 - Lucio Dalla
- 1980 - Dalla
- 1981 - Q Disc (Lucio Dalla)
- 1983 - 1983
- 1986 - Bugie
- 1986 - DallAmeriCaruso
- 1992 - Amen
- 1996 - Canzoni
- 1999 - Ciao
- 2001 - Lucio Dalla live @ RTSI
- 2011 - Questo è amore

### Con Vasco Rossi
- 1978 - ...Ma cosa vuoi che sia una canzone...
- 1979 - Non siamo mica gli americani!

### Con Luca Carboni
- 1992 - Carboni

### Con Roberto Vecchioni
- 1995 - Il cielo capovolto

### Altri
- 1981 - Telefono elettronico (Renzo Zenobi)
- 1981 - Metropolis (Francesco Guccini)
- 1981 - Al centro della musica (Ron)
- 1982 - Appunti di viaggio (Paolo Conte)
- 1982 - Sotto la pioggia (Antonello Venditti)
- 1982 - Guarda chi si vede (Ron)
- 1983 - Tutti cuori viaggianti (Ron)
- 1985 - Cuori agitati (Eros Ramazzotti)
- 1987 - Luca Carboni (Luca Carboni)
- 1988 - Dalla/Morandi (Lucio Dalla, Gianni Morandi)
- 1989 - Rosa De Amor Y Fuego (Ana Belén)
- 1989 - In Europa (Lucio Dalla, Gianni Morandi)
- 1990 - Inviato speciale (Raffaella Carrà)
- 1990 - Ricky Portera LP Omonimo
- 2000 - Una donna da sognare (Patty Pravo)
- 2006 - Senit (Senhit)

### Collaborazioni
- 1978 - ...Ma cosa vuoi che sia una canzone... (Vasco Rossi)
- 1979 - Silvia, ecc. (Renzo Zenobi)
- 1979 - Non siamo mica gli americani! (Vasco Rossi)
- 1981 - Telefono elettronico (Renzo Zenobi)
- 1981 - Metropolis (Francesco Guccini)
- 1981 - Al centro della musica (Ron)
- 1982 - Appunti di viaggio (Paolo Conte)
- 1982 - Sotto la pioggia (Antonello Venditti)
- 1982 - Guarda chi si vede (Ron)
- 1983 - Tutti cuori viaggianti (Ron)
- 1985 - Cuori agitati (Eros Ramazzotti)
- 1987 - Luca Carboni (Luca Carboni)
- 1988 - Dalla/Morandi (Lucio Dalla, Gianni Morandi)
- 1989 - Rosa De Amor Y Fuego (Ana Belén)
- 1989 - In Europa (Lucio Dalla, Gianni Morandi)
- 1990 - Inviato speciale (Raffaella Carrà)
- 1990 - Ricky Portera (Ricky Portera)
- 1992 - Carboni (Luca Carboni)
- 1995 - Il cielo capovolto (Roberto Vecchioni)
- 1995 - Fogli su Fogli (Riccardo Fogli)
- 1996 - Ci sono cose (Ricky Portera)
- 2000 - Una donna da sognare (Patty Pravo)
- 2006 - Senit (Senhit)